# 4-я армия (2-го формирования)
4-я а́рмия 2-го формирования, с 26 сентября 1941 по 17 декабря 1941 4-я отдельная армия — оперативное войсковое объединение РККА в составе ВС СССР в годы Великой Отечественной войны.

## Формирование
Армия сформирована 26 сентября 1941 года по директиве Ставки ВГК № 002339. В качестве управления армии было использовано управление 52-й армии 1-го формирования, передислоцированное в Глажево. В состав армии первоначально были включены 285-я и 311-я стрелковые дивизии, 27-я кавалерийская дивизия, 119-й отдельный танковый батальон, 119-й отдельный танковый батальон, 159-й отдельный моторизованный понтонно-мостовой батальон из состава 54-й армии. Также передаче в армию подлежали 292-я стрелковая дивизия и 2-я резервная авиационная группа из 52-й армии и 32-я стрелковая дивизия и 9-я танковая бригада из резерва (фактически не поступили в состав армии). Для армии была предназначена полоса обороны от стыка на севере с 54-й армией до устья реки Пчёвжи. Армия при формировании являлась отдельной и подчинялась напрямую Ставке ВГК
В составе действующей армии с 26 сентября 1941 по 25 ноября 1943 года.

## Боевой путь

### 1941
Части армии развернулись на 50-километровом рубеже от устья реки Пчёвжа, затем по Волхову через Кириши и затем на северо-запад до болота Малуксинский мох. Соединения армии были вытянуты в линию вдоль рубежа, в резерве имелся только один стрелковый полк.
16 октября 1941 года южнее рубежа армии, в полосе соседней 52-й армии в районе Грузино войска противника (11-я и 21-я пехотные дивизии) сумели форсировать Волхов и создать там плацдарм. 18 октября 1941 года, после того как на плацдарм переправились танковые части, начавшие развивать наступление на Будогощь, разрезая связь между 4-й армией и 52-й армией, переправившиеся первыми пехотные дивизии начали наступление на север вдоль Волхова, таким образом атакуя левый фланг 4-й армии. Вместе с тем, 254-я пехотная дивизия и часть 11-й пехотной дивизии наступали по западному берегу Волхова. До рубежа Киришей войска противника двигались почти беспрепятственно, тем более что на направлении главного удара 23 октября 1941 года была взята Будогощь. Тем самым войска противника выходили в тыл войска 4-й армии и в связи с этим армия своим левым крылом отступала на север и северо-восток, разворачиваясь фронтом на юг.
27 октября 1941 года войска 4-й армии Ленинградского фронта остановили наступление противника в районе Ситомли.
На правом фланге армии оборонялась 285-я стрелковая дивизия, несколько севернее железной дороги Кириши — Мга, а рядом с ней, примыкая левым флангом к Волхову держали оборону части 311-й стрелковой дивизии. К восточному берегу Волхова примыкали также части 311-й стрелковой дивизии, а ещё восточнее разворачивалась переброшенная 292-я стрелковая дивизия. Более или менее организованная оборона в полосе армии велась на её правом фланге, где 285-я стрелковая дивизия, выдержав первые удары противника, с 28 октября 1941 года начала отход в направлении Войбокало. Вместе с ней же отходила вдоль реки Волхов к городу Волхов большая часть 311-й стрелковой дивизии. Наступление противника хоть и не стремительно, но развивалось, ко второй декаде ноября 1941 года советские войска держали оборону на рубеже Хотово.
На левом фланге армии в течение октября — начала ноября 1941 года оказывалось сопротивление разрозненными силами 311-й, не успевшей развернуться 292-й и переброшенной к концу октября 310-й стрелковых дивизий. Уже к началу ноября 1941 года немецкие войска вышли севернее Заречья, на непосредственные подступы к Волхову.
В конце октября 1941 года войска армии, оборонявшие Волхов были объединены в Волховскую оперативную группу, которая 12 ноября 1941 года была подчинена 54-й армии
Между тем, 4-я армия, в которую срочно были переброшены , 4-я гвардейская, 92-я, 44-я, 191-я стрелковые дивизии, несколько позднее 60-я танковая дивизия, в составе армии передислоцирована 27-я кавалерийская дивизия сконцентрировалась на обороне главного направления удара противника — на Тихвин, разворачиваясь также севернее и южнее вражеского клина. Первые переброшенные части наносят удары уже под Будогощью, но разрозненно вводимые в бой соединения не могли удержать танковые части противника, и если фланги удара ценой тяжёлых боёв армия сдерживала, то наступление на Тихвин продолжалось. В связи с трудностями управления на далеко отстоящих друг от друга участках, в 4-й армии 10 ноября 1941 года были созданы три оперативных группы:
- Северная оперативная группа (два полка 44-й стрелковой дивизии, 1067-й стрелковый полк, снятая с позиций на Свири 46-я танковая бригада), развернувшаяся в районе севернее и северо-западнее Тихвина;
- Восточная оперативная группа (свежая 65-я стрелковая дивизия, 191-я стрелковая дивизия, 27-я кавалерийская дивизия, полк 44-й стрелковой дивизии, 121-й танковый полк, 128-й отдельный танковый батальон), развернувшаяся в районе восточнее и юго-восточнее Тихвина;
- Южная оперативная группа. 4-я гвардейская стрелковая дивизия, 92-я стрелковая дивизия, 292-я стрелковой дивизии, 120-й танковый полк развернувшаяся в районе много (в сравнении с предыдущими группами) южнее и юго-западнее Тихвина;

К тому времени, 9 ноября 1941 года части вермахта (51-й пехотный полк) уже взяли Тихвин. К 12 ноября 1941 года соединения армии занимали следующие позиции: Северная оперативная группа на правом фланге оборонялась в районе Овино, затем рубеж её обороны проходил в обход Тихвина с севера и северо-востока, Восточная оперативная группа располагалась на подступах к Тихвину с юга в районе Городище — Мулево, Южная оперативная группа удерживала фланг Нижнее Заозерье — Красницы. Между Восточной и Южной оперативными группами части 60-й танковой дивизии и 27-й кавалерийской дивизии, были объединены в группу под командованием генерала А. А. Павловича.
С 19 ноября 1941 года оборонительная операция в полосе армии закончилась и армия перешла в наступление.
По плану операции немецкие войска должны были быть окружены и отрезаны в Тихвине, путём усилий правого фланга Северной оперативной группы армии, наступавшей с севера на юг и оперативной группы Павловича, двигавшейся навстречу. Южная оперативная группа продолжала наносить удары во фланг немецкого вклинения на дальних подступах к Тихвину, имея в виду перерезать коммуникации в отдалении от города. Восточная оперативная группа и левый фланг Северной оперативной группы наступали на Тихвин.
Наступление войск армии началось 19 ноября 1941 года. Ни одна из оперативных групп свою задачу не выполнила: 65-я стрелковая дивизия, основная действующая сила Восточной группы, атаковавшая Тихвин сначала с юго-востока, а затем с юга, сумела выйти только в пригороды Тихвина. Южная оперативная группа, части которой были измотаны предыдущими боями, вначале имела небольшое продвижение в направлении Ситомли, но затем также вынуждена была прекратить наступление; оперативная группа Павловича не имела никакого значимого продвижения. Правый фланг Северной группы (44-я стрелковая дивизия) в тяжёлых боях сумела взять мощный укреплённый пункт в селе Лазаревичи но была выбита из села. Тем не менее, железная дорога на Тихвин попала в зону действия артиллерии и не могла быть использована как путь отхода. С 26 ноября 1941 года наступление было возобновлено, по сути с прежними задачами, однако существенного изменения в позициях не произошло.
После перегруппировки, 5 декабря 1941 года армия вновь перешла в наступление. Усиленная 1-й гренадерской бригадой оперативная группа Павловича наносила главный удар вдоль реки Сясь, навстречу ей правый фланг Северной оперативной группы наносил вспомогательный удар. 65-я стрелковая дивизия продолжала наступление на Тихвин, сместив полосу наступления на юг и юго-запад от города. На этот раз части армии сумели создать реальную угрозу окружения немецких частей и 9 декабря 1941 года противник оставил Тихвин, выводя войска к Волхову
С этого момента наступление 4-й армии свелось к преследованию отступающего противника и боями с арьергардами, а усилия немецкого командования были направлены на удержание коридора к Волхову и плановую эвакуацию.
Войска Восточной (Центральной) оперативной группы и Южной оперативной группы наступали в направлении на Будогощь; Северная группа наступала от Тихвина в направлении Осташева Горка — Зеленец. Наступление развивалось достаточно медленно, только 15 декабря 1941 года советские войска взяли Ситомлю, к 19 декабря 1941 года вышли к реке Лынка. Это создавало угрозу окружения всех немецких войск юго-восточнее Волхова, в результате чего, под давлением в том числе и войск 54-й армии немецкие войска начали отход, что позволило к 24 декабря 1941 года полностью очистить от противника железную дорогу Тихвин — Волхов. 21 декабря 1941 года войска правого фланга 4-й армии соединились в районе Лынки в 20 километрах юго-восточнее города Волхова с войсками 54-й армии (3-я гвардейская и 310-я стрелковые дивизии).
17 декабря 1941 года войска 4-й армии и 52-й армии были объединены в составе Волховского фронта и армия утратила статус отдельной.
21 декабря 1941 года была освобождена Будогощь и уже 22 декабря 1941 года передовые части (65-я стрелковая дивизия и 92-я стрелковая дивизия) 4-й армии вышли на Волхов между Киришами и Лезно и приступили к его форсированию. Там армией были захвачены небольшие плацдармы, с которых наступление не развития не получило.

### 1942
В глобальных планах советского командования на 4-ю армию возлагалась задача наступления на Кириши (посёлок оставался в руках противника) и затем, после форсирования Волхова, на Тосно, отсекая с юга группировку противника у Мги, а затем наступать на Красногвардейск, Ропшу. Армия, исключая плацдарм у Киришей, фактически вышла на те же позиции, что обороняла в начале октября 1941 года, в несколько меньшей полосе в 25 километров. 7 января 1942 года соединения армии, как и все соединения Волховского фронта, перешли в наступление. Армия пыталась развить наступление с плацдарма, а также взять Кириши, охватывая посёлок как севера, так и с юга. Однако соединения армии не имели никакого успеха, так 65-я стрелковая дивизия на плацдарме у станции Тигода и деревни Зеленцы за первую декаду января 1942 года потеряла более 1500 человек.
Возобновилось наступление армии 13 января 1942 года и не достигла никаких успехов; более того, у Киришей была ещё и отброшена на 1,5-2 километра Вместе с тем, обозначился успех южнее, у войск 2-й ударной армии и 14 января 4-я армия перешла к обороне, а соединения из её состава начали передаваться во 2-ю ударную армию Несколько позднее, во второй половине января 1942 года акцент на прорыв 2-й ударной армии был ещё более смещён: её полоса наступления по существу стала представлять коридор у Мясного Бора и дальнейшее развитие удара в глубину, соседняя с правого фланга 59-я армия была смещена на юг, приняв часть полосы у 2-й ударной. Соответственно, расширился на юг за счёт полосы 59-я армии и рубеж 4-й армии. Теперь её рубеж проходил от стыка с 54-й армией близ деревни Ларионов Остров северо-западнее Киришей, проходил через Волхов севернее Киришей, огибал Киришский плацдарм, остававшийся в руках противника, далее на юг по Волхову с несколькими плацдармами на его западном берегу на протяжении от Киришей до Грузино и огибал плацдарм противника у Грузино. Собственно, с этого времени и вплоть до осени 1943 года армия занимала именно этот рубеж с незначительными изменениями. Плацдармы в Киришах и Грузино оставались в руках противника. 20 января 1942 года левому флангу армии Ставкой ВГК предписывалось развить наступление с плацдарма в направлении Гряды, Черемная Гора, Любань, но его попытка не удалась. 22 января 1942 года армии был отдан приказ окончательно перейти к обороне.
В первые дни февраля 1942 года 4-я армия предпринимала попытку сбросить войска противника с плацдармов, но безуспешно. Новая попытка атаки плацдарма в Грузино была предпринята 27 апреля 1942 года, войска 288-й стрелковой дивизии сумели прорвать первую линию обороны, но были остановлены огнём из зданий Аракчеевских казарм, церкви и дворца.
Советское командование не желало мириться с плацдармами, особенно с Киришским, который представлял собой прямоугольник длиной в 4 и шириной в 2 километра, связанный с западным берегом взорванным мостом и узким пешеходным мостиком являлся краеугольным камнем немецкой обороны по Волхову. 21 мая 1942 года директивой Ставки ВГК № 170406 армии была поставлена задача до 1 июня 1942 года очистить плацдармы.
5 июня 1942 года войска армии перешли в массированное наступление на плацдарм. На тот момент плацдарм обороняли только 23-й пехотный полк 11-й пехотной дивизии, 3-й дивизион 2-го полка химических миномётов и 3-я батарея 604-го зенитного дивизиона. С советской стороны в наступление перешли части 44-й и 310-й стрелковых дивизий, при поддержке 195-й танковой бригады. В течение всего июня 1942 года продолжались тяжелейшие бои, в которых войсками армии удалось продвинуться вперёд к вокзалу Киришей, а также овладеть деревнями Новинкой и Планицей, но тем не менее они были отброшены, в том числе подошедшими резервами (11-й разведывательный батальон, 11-й сапёрный батальон, 3-й батальон 85-го горнострелкового полка, 3-й батальон 151-го пехотного полка). Вместе с тем, был атакован и плацдарм в Грузино, который атаковала 58-я стрелковая бригада (8-11 июля 1942 года) и опять были остановлена огнём из Грузинского парка. В то же самое время, в июне 1942 года немецкими войсками был ликвидирован плацдарм 4-й армии на западном берегу Волхова
После неудавшегося наступления армия была усилена 259-й стрелковой дивизией, 24-й стрелковой бригадой и 7-й гвардейской танковой бригадой, а также артиллерией. 20 июля 1942 года советские войска вновь перешли в массированную атаку и были отбиты. Всего за первый день наступления части армии поднимались в атаку 12 раз, но Кириши оставались в руках противника. В результате шестидневных боёв войскам армии удалось отвоевать полосу шириной в 800 метров. 31 июля 1942 года части 11-й пехотной дивизии были сменены на плацдарме частями 21-й пехотной дивизии. Вновь активное наступление войск армии началось 13 августа 1942 года, затем 22 августа 1942 года и продолжались в течение первых трёх недель сентября 1942 года.
На крошечном участке плацдарма вокруг деревень Кириши, Новинка, Плавницы и посёлка Добровольный завязываются ожесточённые бои. Часто они ведутся за участок местности в 30-40 метров, усеянный воронками, блиндажами и остатками окопов. Всё то, что казалось невероятным из рассказов о гигантских сражениях Первой мировой войны, здесь повторяется: непрерывная стрельба, земля, из которой никакая трава уже больше не хочет расти, постоянно меняющийся личный состав…Если леса и топи, окружающие позиции на Волхове и у Погостья, уже сами по себе представляются ужасом, то Киришский плацдарм является кульминацией всего этого

Несмотря на то, что немецкие войска несли тяжелейшие потери (так, от 5-й роты 3-го пехотного полка 21-й дивизии осталось только 5 человек), плацдармы ими были удержаны.

### 1943
Почти весь 1943 год 4-я армия ведёт позиционные бои в полосе от плацдарма в Грузино, затем по Волхову и вокруг плацдарма в Киришах.
Уже 1 мая 1943 года Ставка ВГК отдала директиву о выводе управления армии в резерв, однако 3 мая 1943 года решение было отменено и в резерв была выведена только 254-я стрелковая дивизия.
3 октября 1943 года немецкое командование начало сокращение линии фронта и наконец отвело войска с Киришского плацдрама. Отвод войск вовремя обнаружен не был, и когда войска 4-й армии начали преследование, немецкие части уже успели укрепиться по реке Тигода и остановили там 4-ю армию. В результате сокращения линии фронта, нужда в полевом управлении армии отпала, поскольку на правом фланге к тому же рубежу к реке Тигода вышли войска 54-й армии. До конца октября 1943 года армия занимает рубеж на восточном берегу Волхова и на северном берегу реки Тигода, 28 октября 1943 года вышла директива Ставки ВГК о расформировании армии, и 25 ноября 1943 года полевое управление армии было расформировано.

## Командный состав

### Командующие
- Яковлев, Всеволод Фёдорович, генерал-лейтенант (26.09.1941 — 09.11.1941)
- Мерецков, Кирилл Афанасьевич, генерал армии (09.11.1941 — 16.12.1941)
- Иванов, Пётр Алексеевич, генерал-майор (15.12.1941 — 03.02.1942)
- Ляпин, Пётр Иванович, генерал-майор (03.02.1942 — 25.06.1942)
- Гусев, Николай Иванович, генерал-лейтенант (26.06.1942 — 30.10.1943)

### Начальники штаба
- Ляпин, Пётр Иванович, генерал-майор (сентябрь — декабрь 1941)
- Виноградов, Павел Семёнович, полковник (декабрь 1941 — март 1942)
- Алфёров, Иван Прокопьевич, полковник (февраль — март 1942)
- Рождественский, Борис Александрович, полковник, с января 1943 — генерал-майор (апрель 1942 — ноябрь 1943)

### Члены Военного Совета
- Пронин, Алексей Михайлович дивизионный комиссар (сентябрь — ноябрь 1941)
- Зеленков, Марк Никанорович, дивизионный комиссар, (ноябрь — декабрь 1941)
- Алфёров, Иван Прокопьевич, полковник (декабрь 1941)
- Зуев, Иван Васильевич, дивизионный комиссар (декабрь 1941 — март 1942)
- Грачёв, Леонид Павлович, полковой комиссар (март 1942)
- Бобров, Александр Фёдорович, полковой комиссар (март — октябрь 1942)
- Пантас, Карп Лукич, генерал-майор (декабрь 1942 — ноябрь 1943)

## Боевой состав
В различное время в состав армии входили:
| Стрелковые и кавалерийские соединения и части | Стрелковые и кавалерийские соединения и части                                                                                      | Стрелковые и кавалерийские соединения и части            | Стрелковые и кавалерийские соединения и части                                                               |
| Корпуса                                       | Дивизии | Бригады                                                  | Иные части                                                                                                  |
| --------------------------------------------- | --- | -------------------------------------------------------- | --- |
|                                               | 4 гвардейские стрелковые, 2, 44, 65, 92, 191, 229, 259, 285, 288, 292, 310, 311, 376, 377 стрелковые, 27, 80 кавалерийские дивизии | 24, 53, 58 стрелковые, 39 лыжная, 1 гренадерская бригады | 200-й кавполк, 47, 84, 85, 86, 88, 89, 90 лыжные, 206, 215 пулемётно-артиллерийские батальоны, 2 укрепрайон |

| Артиллерийские полки                         | Артиллерийские полки          | Артиллерийские полки | Артиллерийские полки | Артиллерийские полки | Артиллерийские полки |  |
| Пушечные (в том числе армейские и корпусные) | Гаубичные                     | Противотанковые      | Миномётные           | Миномётные РС        | Зенитные             |  |
| -------------------------------------------- | ----------------------------- | -------------------- | -------------------- | -------------------- | -------------------- |  |
| 8 гвардейский, 881, 883, 1096, 1097,         | 70, 168, 137, 430, 1196, 1197 | полк без номера      | 192                  | 21, 24               | 635, 1469            |  |

| Артиллерийские дивизионы и иные части | Артиллерийские дивизионы и иные части | Артиллерийские дивизионы и иные части | Артиллерийские дивизионы и иные части | Артиллерийские дивизионы и иные части | Артиллерийские дивизионы и иные части |  |
| Тяжёлые и большой мощности            | Противотанковые                       | Миномётные                            | Миномётные РС                         | Зенитные                              | Иные                                  |  |
| ------------------------------------- | ------------------------------------- | ------------------------------------- | ------------------------------------- | ------------------------------------- | ------------------------------------- |  |
| 317                                   |                                       |                                       | 6, 9, 211                             | 15, 168, 213, 461                     | 2, 3                                  |  |

| Танковые, механизированные, самоходно-артиллерийские соединения и части | Танковые, механизированные, самоходно-артиллерийские соединения и части | Танковые, механизированные, самоходно-артиллерийские соединения и части | Танковые, механизированные, самоходно-артиллерийские соединения и части | Танковые, механизированные, самоходно-артиллерийские соединения и части             |  |
| Дивизии                                                                 | Бригады                                                                 | Полки                                                                   | Батальоны                                                               | Иные отдельные части                                                                |  |
| ----------------------------------------------------------------------- | ----------------------------------------------------------------------- | ----------------------------------------------------------------------- | ----------------------------------------------------------------------- | ----------------------------------------------------------------------------------- |  |
| 60                                                                      | 7 гвардейская, 9, 46, 185, 195                                          |                                                                         | 107, 119, 120, 128, 501                                                 | 32, 48 дивизионы бронепоездов, 15, 22 аэросанные батальоны, 123 зенитный бронепоезд |  |

| Военно-воздушные силы | Военно-воздушные силы | Военно-воздушные силы  | Военно-воздушные силы | Военно-воздушные силы       | Военно-воздушные силы |  |
| Группы                | Дивизии               | Бомбардировочные полки | Истребительные полки  | Штурмовые и смешанные полки | Иные части            |  |
| --------------------- | --------------------- | ---------------------- | --------------------- | --------------------------- | --------------------- |  |
| 2, 3                  |                       | 225, 658, 667, 689,    | 160, 185, 239         | 218                         |                       |  |

| Инженерные, сапёрные, понтонно-мостовые и огнемётные части | Инженерные, сапёрные, понтонно-мостовые и огнемётные части | Инженерные, сапёрные, понтонно-мостовые и огнемётные части | Инженерные, сапёрные, понтонно-мостовые и огнемётные части                                                                                    |  |
| Бригады                                                    | Инженерные батальоны                                       | Сапёрные батальоны                                         | Понтонно-мостовые батальоны |  |
| ---------------------------------------------------------- | ---------------------------------------------------------- | ---------------------------------------------------------- | --- |  |
| 9 штурмовая                                                | 365, 771                                                   | 248, 1242, 1247 сапёрные, 734 минно-сапёрный               | 38, 55, 159, 1-й отдельный военно-дорожный батальон, 2-й отдельный военно-дорожный батальон (99 ОДСБ), 3-й отдельный военно-дорожный батальон |  |

### Помесячный боевой состав армии
| Помесячный боевой состав армии                                          | Помесячный боевой состав армии                                                                   | Помесячный боевой состав армии                                                      | Помесячный боевой состав армии               | Помесячный боевой состав армии                                  | Помесячный боевой состав армии   | Помесячный боевой состав армии |
| Дата (в составе фронта)                                                 | Стрелковые и кавалерийские соединения                                                            | Артиллерийские и миномётные соединения                                              | Танковые и механизированные соединения       | Авиация                                                         | Инженерные и сапёрные части      | Огнемётные части               |
| ----------------------------------------------------------------------- | ------------------------------------------------------------------------------------------------ | ----------------------------------------------------------------------------------- | -------------------------------------------- | --------------------------------------------------------------- | -------------------------------- | ------------------------------ |
| 01.10.1941 Отдельная                                                    | 2, 285, 292, 311 сд, 27 кд                                                                       | 883 ап РВГК                                                                         | 9 тбр, 119 отб                               | 2 рез. авиагруппа (иап — 2, бап — 1, шап — 1)                   | 159 пмб, 248 осб                 | -                              |
| 01.11.1941 Отдельная                                                    | 4 гв., 44, 92, 191, 285, 292, 310, 311 сд, 27 кд                                                 | 883 ап РВГК, 6, 9 огв. мд                                                           | 60 тд, 119 отб                               | -                                                               | 159 пмб, 248 осб                 | -                              |
| 01.12.1941 Отдельная                                                    | 4 гв., 44, 65, 92, 191 сд, 1 гренадерская сбр, 27 кд                                             | 883 ап РВГК, 881 кап, 6, 9 огв. мд, 15 озад                                         | 60 тд, 46 тбр, 119, 120, 128 отб             | -                                                               | 159 пмб, 539 мсб                 | -                              |
| 01.01.1942 (Волховский фронт)                                           | 4 гв., 44, 65, 92, 191, 310, 377 сд, 1 гренадерская сбр, 27, 80 кд, 84, 85, 86, 88, 89, 90 олыжб | 881 ап, 6, 9 огв. мдн                                                               | 46 тбр, 119, 120, 128 отб                    | 3 рез. авиагруппа (160, 185, 239 иап, 218 шап, 225 бап)         | 159 пмб, 248 осб                 | -                              |
| 01.02.1942 (Волховский фронт)                                           | 44, 65, 288, 310, 376 сд, 47, 84, 85, 86, 88, 89, 90 олыжб                                       | 137 ап, 430 гап, 3/8 гв. ап, 9 огв. мдн, 461 озадн                                  | 46 тбр, 128 отб                              | 3 рез. авиагруппа (185, 239 иап, 218 шап), 667, 689 лбап        | 248 осб                          | -                              |
| 01.03.1942 (Волховский фронт)                                           | 44, 288, 310, 376 сд, 47, 84, 85, 86, 88, 89, 90 олыжб                                           | 3/8 гв. ап, 4/137 гап б/м, 9 огв. мдн, 213, 461 озадн                               | 128 отб, 15, 22 оаэсб                        | 3 рез. авиагруппа (3 гв., 185, 239 иап, 121 бап), 667, 689 лбап | 248, 1242 осб                    | -                              |
| 01.04.1942 (Волховский фронт)                                           | 44, 288, 310 сд, 47, 84, 88 олыжб                                                                | 3/8 гв. ап, 4/137 гап, 21 гв. мп, 213 озадн                                         | 128 отб, 22 оаэсб                            | 667, 689 лбап                                                   | 248, 1242 осб                    | -                              |
| 01.05.1942 (Ленинградский фронт) (Группа войск Волховского направления) | 44, 288, 310 сд, 47 олыжб                                                                        | 1197 гап, 3/8 гв. аап, 21 гв. мп                                                    | 128 отб                                      | 667, 689 лбап                                                   | 248, 1242 осб                    | -                              |
| 01.06.1942 (Ленинградский фронт) (Волховская группа войск)              | 44, 288, 310 сд                                                                                  | 70 гап, 168, 1197 гап б/м, 3/8 гв. аап, 2/1196 гап, 21, 24 гв. мп                   | 185, 195 тбр, 128 отб, 32 одн бронепоездов   | 667, 689 лбап                                                   | 248 оиб, 1242 осб, 159 пмб       | -                              |
| 01.07.1942 (Волховский фронт)                                           | 44, 288, 310 сд                                                                                  | 70 гап, 168, 1197 гап б/м, 3/8 гв. аап, 2/1196 гап б/м, 21, 24 гв. мп               | 185, 195 тбр, 32 одн бронепоездов            | 667, 689 лбап                                                   | 248 оиб, 1242 осб, 159 пмб       | -                              |
| 01.08.1942 (Волховский фронт)                                           | 44, 259, 288, 310 сд, 24 сбр                                                                     | 70 гап, 168, 1197 гап б/м, 3/8 гв. аап, 2/1196 гап б/м, 21 (без 6 д-на) и 24 гв. мп | 7 гв., 185 тбр, 32 одн бронепоездов          | 658, 689 лбап                                                   | 159 пмб, 248 оиб, 1242, 1247 осб | -                              |
| 01.09.1942 (Волховский фронт)                                           | 44, 288, 310 сд, 24, 58 сбр, 200 окп, 206 опаб                                                   | 1196 гап б/м, минп (б/н), оминб (б/н), 211/20 гв. мп, 168 озадн                     | 7 гв., 185 тбр, 501 отб, 32 одн бронепоездов | -                                                               | 159 пмб, 1242, 1247 осб          | -                              |
| 01.10.1942 (Волховский фронт)                                           | 44, 288, 310 сд, 24, 58 сбр, 260 опаб                                                            | 1196 гап б/м, минп (б/н), оминб (б/н), 211/20 гв. мп, 213 озадн                     | 7 гв., 185 тбр, 32 одн бронепоездов          | -                                                               | 159 пмб, 1242, 1247 осб          | -                              |
| 01.11.1942 (Волховский фронт)                                           | 44, 288, 310 сд, 24, 58 сбр, 206 опаб                                                            | 8 гв. аап, иптап (б/н), 211/20 гв. мп, 635 зенап, 213 озадн                         | 7 гв., 185 тбр, 32 одн бронепоездов          | -                                                               | 365 оиб, 734 оминсб              | -                              |
| 01.12.1942 (Волховский фронт)                                           | 44, 288, 310 сд, 24, 58 сбр, 206 опаб                                                            | 8 гв. аап, 211/20 гв. мп, 635 зенап, 213 озадн                                      | 7 гв., 185 тбр, 32 одн бронепоездов          | -                                                               | 771 оиб                          | -                              |
| 01.01.1943 (Волховский фронт)                                           | 44, 288, 310 сд, 24, 58 сбр, 39 лыжбр, 206 опаб                                                  | 8 гв. аап, 211 д-н (20 гв. мп)                                                      | 7 гв. тбр, 32 одн брп                        | 689 сап                                                         | 365 оиб                          | -                              |
| 01.02.1943 (Волховский фронт)                                           | 44, 288, 310 сд, 24, 58 сбр, 206 опаб                                                            | 211 д-н (20 гв. мп)                                                                 | 32 одн брп                                   | 689 сап                                                         | 365 оиб                          | -                              |
| 01.03.1943 (Волховский фронт)                                           | 144, 288 сд, 24, 53 сбр, 206 опаб                                                                | 211 д-н (20 гв. мп)                                                                 | 32 одн брп                                   | 689 сап                                                         | 365 оиб                          | -                              |
| 01.04.1943 (Волховский фронт)                                           | 44, 288 сд, 24, 53 сбр, 206 опаб                                                                 | 1096, 1097 пап, 192 аминп, 211 д-н (20 гв. мп), 1469 зенап (46 зенад)               | 32 одн брп, 123 отд. зенит. бронепоезд       | -                                                               | 365 оиб                          | -                              |
| 01.05.1943 (Волховский фронт)                                           | 44, 288 сд, 24, 53 сбр, 206 опаб                                                                 | 1096, 1097 пап, 192 минп, 211 д-н (20 гв. мп), 1469 зенап (46 зенад)                | 32 одн брп, 123 отд. зенит. бронепоезд       | -                                                               | 365 оиб, 55 пмб                  | -                              |
| 01.06.1943 (Волховский фронт)                                           | 44, 288 сд, 24, 53 сбр, 206 опаб                                                                 | 1096, 1097 пап, 192 минп, 211 д-н (20 гв. мп), 1469 зенап                           | 32 одн брп, 123 отд. зенит. бронепоезд       | -                                                               | 365 оиб, 55 пмб                  | -                              |
| 01.07.1943 (Волховский фронт)                                           | 44, 288 сд, 24, 53 сбр, 206 опаб                                                                 | 1096, 1097 пап, 192 минп, 211 д-н (20 гв. мп), 1469 зенап                           | 32 одн брп                                   | -                                                               | 365 оиб, 55 пмб                  | -                              |
| 01.08.1943 (Волховский фронт)                                           | 44, 288 сд, 24, 53 сбр, 206 опаб                                                                 | 1096 пап, 192 минп, 211 огв. мдн (20 гв. мп), 1469 зенап                            | 32 одн брп                                   | -                                                               | 365 оиб, 55 пмб                  | -                              |
| 01.09.1943 (Волховский фронт)                                           | 44, 288 сд, 24, 53 сбр                                                                           | 1096, 1097 пап, 192 минп, 211 гв. мдн (20 гв. мп), 1469 зенап                       | 32 одн брп                                   | -                                                               | 365 оиб, 55 пмб                  | -                              |
| 01.10.1943 (Волховский фронт)                                           | 2, 44, 229, 288 сд, 24, 53 сбр, 206, 215 опаб                                                    | 70, 1096, 1097 пап, 192 минп, 211 гв. мдн (20 гв. мп), 1469 зенап                   | 32 одн брп                                   | -                                                               | 365 оиб, 55 пмб                  | -                              |
| 01.11.1943 (Волховский фронт)                                           | 2, 44, 288 сд, 24, 53 сбр, 2 УР                                                                  | 1096, 1097 пап, 317 оадн БМ, 192 минп, 211 гв. мдн (20 гв. мп), 1469 зенап          | 107 отб, 32, 48 одн брп                      | -                                                               | 9 шисбр, 365 оиб, 38 пмб         | -                              |